# Campionatul European de Handbal Feminin pentru Tineret din 2019 - Echipele
Acest articol prezintă echipele care vor lua parte la Campionatul European de Handbal Feminin pentru Tineret din 2019, desfășurat în Ungaria, a 12-a ediție a acestei competiții. Fiecare echipă va avea maximum 18 jucătoare, din care maximum 16 vor putea fi înscrise pe foaia de joc a fiecărui meci.
Vârsta, clubul, selecțiile și golurile înscrise sunt cele valabile pe 1 iulie 2019.

## Grupa B

### Danemarca
Echipa a fost anunțată pe 22 mai 2019 și a cuprins 16 jucătoare:
Antrenor principal:  Flemming Dam Larsen
Antrenor secund:  Jan Barslev
Antrenor pentru portari:  Morten Sølling Fager
| Nr. | Post            | Nume                    | Data nașterii (vârsta) | Înălțime | Selecții | Goluri | Echipă                  |
| --- | --------------- | ----------------------- | ---------------------- | -------- | -------- | ------ | ----------------------- |
| 2   | Extremă stânga  | Sylvie Gamys            | 13 iulie 2000          |          | 35       | 50     | Ajax København Håndbold |
| 6   | Pivot           | Naja Frøkjær-Jensen     | 10 iulie 2001          |          | 31       | 25     | Silkeborg-Voel KFUM     |
| 7   | Inter stânga    | Emilie Steffensen       | 22 mai 2001            | 1,80 m   | 38       | 178    | Herning-Ikast Håndbold  |
| 9   | Inter stânga    | Michala Elberg Møller   | 16 februarie 2001      | 1,75 m   | 36       | 93     | Herning-Ikast Håndbold  |
| 12  | Portar          | Anna Kristensen         | 25 octombrie 2000      | 1,81 m   | 38       | 4      | Skanderborg Håndbold    |
| 14  | Centru          | Anna Berger Wierzba     | 19 iulie 2001          |          | 42       | 70     | Aarhus United Håndbold  |
| 17  | Inter stânga    | Camilla Faartoft        | 19 aprilie 2000        | 1,75 m   | 25       | 64     | Silkeborg-Voel KFUM     |
| 18  | Centru          | Natasja Andreasen       | 31 octombrie 2000      | 1,71 m   | 12       | 20     | Silkeborg-Voel KFUM     |
| 19  | Inter dreapta   | Clara Thomsen           | 27 august 2001         |          | 15       | 17     | GOG Håndbold            |
| 20  | Portar          | Louise Jensen           | 2 octombrie 2001       |          | 33       | 0      | Herning-Ikast Håndbold  |
| 21  | Extremă dreapta | Andrea Hansen           | 22 mai 2000            | 1,78 m   | 33       | 100    | FIF Håndbold            |
| 24  | Extremă stânga  | Elma Halilčević         | 18 iunie 2000          | 1,68 m   | 30       | 71     | Team Esbjerg            |
| 25  | Inter dreapta   | Cecilie Bjerre          | 8 iulie 2001           |          | 22       | 35     | GOG Håndbold            |
| 30  | Extremă dreapta | Cecilie Brandt          | 16 noiembrie 2001      |          | 1        | 0      | Herning-Ikast Håndbold  |
| 36  | Centru          | Sofie Schelde-Rasmussen | 30 mai 2000            |          | 3        | 6      | Skanderborg Håndbold    |
| 37  | Pivot           | Therese Durck Johansen  | 8 februarie 2000       |          | 22       | 31     | GOG Håndbold            |

## Grupa D

### România
Echipa a fost anunțată pe 8 iulie 2019.
Antrenor principal:  Dragoș Dobrescu
Antrenor secund:  Valeriu Costea
Antrenor pentru portari:  Ildiko Barbu
| Nr. | Post            | Nume             | Data nașterii (vârsta) | Înălțime | Selecții | Goluri | Echipă                  |
| --- | --------------- | ---------------- | ---------------------- | -------- | -------- | ------ | ----------------------- |
| 1   | Inter stânga    | Ioana Bălăceanu  | 13 februarie 2001      | 1,75 m   | 32       | 31     | HC Dunărea Brăila       |
| 2   | Centru          | Monica Bărăbaș   | 4 aprilie 2001         | 1,73 m   | 36       | 89     | CSM Târgu Mureș         |
| 4   | Inter dreapta   | Adina Cace       | 29 iulie 2000          | 1,69 m   | 9        | 21     | SCM Craiova             |
| 5   | Portar          | Andreea Chetraru | 5 decembrie 2000       | 1,75 m   | 29       | 0      | SCM Craiova             |
| 7   | Portar          | Diana Ciucă      | 1 iunie 2000           | 1,80 m   | 42       | 1      | SCM Râmnicu Vâlcea      |
| 9   | Pivot           | Sarah Darie      | 25 aprilie 2002        | 1,82 m   | 4        | 2      | CSM Târgu Mureș         |
| 13  | Pivot           | Ștefania Jipa    | 1 martie 2001          | 1,74 m   | 14       | 9      | CSM București           |
| 14  | Extremă stânga  | Éva Kerekes      | 7 aprilie 2001         | 1,71 m   | 11       | 7      | CS Minaur Baia Mare     |
| 19  | Inter stânga    | Patricia Moraru  | 18 septembrie 2000     | 1,76 m   | 41       | 57     | „U” Cluj                |
| 20  | Extremă dreapta | Andra Moroianu   | 15 septembrie 2000     | 1,72 m   | 25       | 41     | CS Gloria 2018 Bistrița |
| 22  | Inter dreapta   | Miruna Pica      | 2 septembrie 2001      | 1,84 m   | 37       | 31     | „U” Cluj                |
| 23  | Centru          | Andreea Popa     | 3 iunie 2000           | 1,77 m   | 31       | 101    | CS Minaur Baia Mare     |
| 24  | Pivot           | Diana Șamanț     | 31 iulie 2001          |          | 3        | 5      | CS Marta Baia Mare      |
| 25  | Extremă stânga  | Roberta Stamin   | 25 februarie 2001      | 1,73 m   | 27       | 25     | SCM Râmnicu Vâlcea      |
| 26  | Portar          | Ioana Ugran      | 15 iunie 2000          | 1,82 m   | 19       | 0      | CSM Târgu Mureș         |
| 27  | Centru          | Denisa Vâlcan    | 19 septembrie 2000     | 1,73 m   | 41       | 114    | SCM Râmnicu Vâlcea      |
| 28  | Extremă dreapta | Alexandra Vrabie | 11 iunie 2000          | 1,72 m   | 9        | 7      | HC Zalău                |